# Christina Kauschke
Christina Kauschke (* 1964 in Dortmund) ist Professorin für Klinische Linguistik an der Philipps-Universität Marburg.

## Werdegang
Kauschke machte zunächst eine Ausbildung zur Logopädin an der Logopädie-Schule am Klinikum der Universität Ulm. Es folgten drei Jahre Berufspraxis beim Bezirksamt Steglitz in Berlin in der Sprachberatungsstelle der Abteilung Kinder- und Jugendpsychiatrie. Von 1990 bis 1995 war Kauschke freiberuflich als Logopädin tätig.
Kauschke studierte zwischen 1988 und 1994 Linguistik, Germanistik und Psychologie an der Freien Universität Berlin und schloss mit Magister-Examen ab. In den Jahren 1994 und 1995 war sie Wissenschaftliche Hilfskraft am Institut für Germanistik der Universität Potsdam im Bereich „Deutsch als Fremdsprache“. 1997 bis 1998 absolvierte sie zudem eine praxisbegleitende Weiterbildung „Externe Supervision für Therapeuten und Supervisoren“. Ihre 1999 an der Potsdamer Hochschule vorgelegte Dissertation zum Thema „Der Erwerb des frühkindlichen Lexikons – Eine empirische Studie zur Entwicklung des Wortschatzes im Deutschen“ wurde mit „summa cum laude“ bewertet.
Zur Vorbereitung ihrer Habilitation war Kauschke vier Jahre Wissenschaftliche Assistentin an der Freien Universität Berlin im Institut für Deutsche und Niederländische Philologie. Mit der Habilschrift „Erwerb und Verarbeitung von Nomen und Verben - psycholinguistische und sprachvergleichende Aspekte“ erwarb die Linguistin 2005 die venia legendi. Bereits 2004 erhielt sie eine Berufung als Juniorprofessorin für Spracherwerbsstörungen an der Universität Potsdam. 2007 folgte sie einem Ruf als Professorin an das Institut für Germanistische Sprachwissenschaft der Philipps-Universität Marburg.
Die Professorin leitet seit April 2007 den an der Marburger Universität neu eingerichteten Master-Studiengang „Klinische Linguistik“.

## Forschungsschwerpunkte
- Normaler und gestörter Spracherwerb auf allen sprachlichen Ebenen
- Sprachentwicklungsstörungen: Hintergründe, Verläufe, Terminologie, Symptomatik, Diagnostik und Therapie
- Entwicklung und Erprobung von Diagnostik- und Therapieverfahren bei kindlichen Sprachstörungen, Untersuchung der Effektivität von Interventionsansätzen
- Sprache und Emotion
  - Erwerb und Verarbeitung von Emotionsbegriffen im Entwicklungsverlauf
  - Versprachlichung innerer Zustände bei Kindern und in klinischen Populationen (z. B. Autismus, Depression)
  - metaphorische Versprachlichung von Emotionen
- Worterwerb und Wortverarbeitung
  - lexikalisch-semantisch (z. B. Nomen vs. Verben, Konkreta vs. Abstrakta)
  - morphophonologisch, prosodisch (z. B. Pluralmarkierung)

## Publikationen (Auswahl)
- Kauschke, C., Dörfler, T., Sachse, S. & Siegmüller, J.: Patholinguistische Diagnostik bei Sprachentwicklungsstörungen (PDSS). Elsevier, München, 2022.
- Kauschke, C.: Kindlicher Spracherwerb im Deutschen. Verläufe, Forschungsmethoden, Erklärungsansätze. De Gruyter, Berlin, 2012.
- Kauschke, C.: Erwerb und Verarbeitung von Nomen und Verben. Niemeyer, Tübingen, 2007. 269 S. ISBN 3-484-30511-8
- Kauschke, C. & Siegmüller, J.: Patholinguistische Therapie bei Sprachentwicklungsstörungen. Urban & Fischer / Elsevier, München; Jena, 2006. ISBN 3-437-47800-1
- Kauschke, C.: Der Erwerb des frühkindlichen Lexikons : eine empirische Studie zur Entwicklung des Wortschatzes. Narr, Tübingen, 2000. 262 S.